# 苏尔茨费尔德
苏尔茨费尔德（德語：Sulzfeld）是德国巴登-符腾堡州的一个市镇。总面积18.76平方公里，总人口4604人，其中男性2307人，女性2297人（2011年12月31日），人口密度245人/平方公里。